# Sparkasse Korneuburg
Die Sparkasse Korneuburg AG ist ein niederösterreichisches Bankunternehmen mit Sitz in Korneuburg und Teil der Sparkassengruppe in Österreich. Sie entstand 1869 als Gemeindesparkasse. Die Sparkasse ist Mitglied des Kooperations- und Haftungsverbundes der österreichischen Sparkassen und des Österreichischen Sparkassenverbands.

## Gründungsgeschichte
Seit dem Dekret des Kreisamtes mit der Aufforderung zur Gründung von Sparkassen aus dem Jahr 1820 waren die Bemühungen der niederösterreichischen Statthalterei bis 1859 erfolglos. Um 1865 orientierte sich die Gemeinde Korneuburg finanziell stark in Richtung Sparkasse Hollabrunn. Mitte Oktober 1868 bildete sich nach neuerlicher Anregung ein Gründungskomitee. Einen Monat später erfolgte der Beschluss eine Gemeindesparkasse zu gründen und durch die Gemeinde die Haftung in der Höhe von 4000 Gulden zu übernehmen. Anfang Dezember genehmigte der Gemeinderat die Statuten und die Geschäftsordnung. Nach der prinzipiellen Zustimmung der Statthalterei zur Errichtung Mitte Mai 1869, folgte Anfang Juli die Bestätigung der Statuten. Ende Juli 1869 konnte endlich eröffnet werden.

## Bauliche Entwicklung der Hauptanstalt
Bei der Gründung befand sich die Sparkasse im ersten Stock des Stadthauses (Rathaus), 1876 wurde sie um das Büro des Bürgermeisters erweitert. Seit 1879 musste die Sparkasse keinen Zins mehr zahlen. Gleichzeitig mit dem Beschluss eines Rathausneubaues wurde 1893 die Verwaltung der Stadt von jener der Sparkasse getrennt. Seit Anfang Dezember 1895 befand sich die Lokalität der Sparkasse im ersten Stock des neuen Rathauses. 1919 sollte die Sparkasse verlegt werden, aber weder ein passendes Haus noch ein Lokal konnten gefunden werden. Im November 1928 begannen Verhandlungen um den Kauf eines eigenen Hauses am Hauptplatz 28, rechtzeitig zum 60-Jahr-Jubiläum 1929 konnte die Sparkasse nach einem Komplettumbau einziehen. Zerstörungen aus dem Zweiten Weltkrieg machten 1948 eine Renovierung der Fassade notwendig. 1959 wurde die ganze Hauptanstalt umgebaut. 1976/77 erfolgte ein Erweiterungsumbau, 1981 und 2001/02 Modernisierungsumbauten. Das heutige Aussehen erlangte das Gebäude in den Jahren 2007/08. Ansprüche der Kunden an diskrete Beratungszonen, eine notwendige Erweiterung des Back-Office-Bereichs sowie erhöhte Sicherheitsanforderungen machten einen Um- bzw. Ausbau des Dachgeschoßes notwendig.

## Stiftung
Mit Beschluss vom 3. Juni 2008 hat der Vorstand der ehemaligen Sparkasse der Stadt Korneuburg entschieden, den bankgeschäftlichen Teilbetrieb in die Sparkasse Korneuburg AG einzubringen. Dieser Beschluss wurde am 4. Juni 2008 vom Sparkassenrat einstimmig genehmigt und die erforderliche Zustimmung des Gemeinderates der Stadtgemeinde Korneuburg erfolgte am 21. Juli 2008 ebenfalls einstimmig. Die Sparkasse Korneuburg AG wurde am 30. August 2008 im Firmenbuch unter der Nr. FN315215 b eingetragen. Die Abwicklung des operativen Geschäftsbetriebes erfolgte ab diesem Zeitpunkt in der Sparkasse Korneuburg AG. Die verbliebene Anteilsverwaltungssparkasse, die die Aktien an der Sparkasse Korneuburg AG hält, wurde in die Sparkasse Korneuburg Privatstiftung eingebracht.

## Eckdaten
Der erste Amtstag in der Sparkasse der Stadt Korneuburg war im Jahr 1869. Es dauerte 24 Jahre, bis die Verwaltung der Sparkasse von der Gemeindeverwaltung getrennt wurde. 1895 wurden neue Räumlichkeiten im Rathaus bezogen. Im Jahr 1914 trat die Sparkasse Korneuburg in den Überweisungsverkehr der Zentralbank Deutscher Sparkassen ein. Ein Kreditverein wurde 1921 gegründet.
Im Jahr 1929 erwarb die Sparkasse die Liegenschaft am Hauptplatz 28 und eröffnete im November nach Adaptierungsarbeiten des bis dato bestehenden Sparkassenhauses.
1946 wurde nach Kriegsschäden im Zweiten Weltkrieg die Sparkassentätigkeit im renovierten Sparkassenhaus wieder aufgenommen. Drei Jahre später wurde das Schulsparen eingeführt. Nach einem größeren Umbau fand 1959 die Wiedereröffnung Umbau durch Bundespräsident Adolf Schärf statt. Zehn Jahre später befand sich unter den Festgästen des 100-jährigen Jubiläums der Sparkasse Korneuburg u. a. Bundespräsident Franz Jonas.
In den 1970er Jahren wurde das Geschäftsstellennetz massiv ausgebaut. Im Jahre 1981 ging die sogenannte „Ära Altmann“ zu Ende (Otto Altmann war Sparkassendirektor von 1948 bis 1981 gewesen). 2008 wurde die Sparkasse der Stadt Korneuburg zur Sparkasse Korneuburg AG umgewandelt.

## Gemeinnützige Projekte/Sponsoring
Aufgrund §22 des Sparkassengesetzes spendet die Sparkasse Korneuburg seit ihrer Gründung jährlich für den Zweck der Allgemeinheit an die Stadtgemeinde Korneuburg und die umliegenden Gemeinden. Mit diesen Zuwendungen konnten viele Vorhaben realisiert werden.
Beispiele aus der Geschichte waren etwa 1886 der Bau der Bürgerschule, zu dem 20.000 Gulden beigesteuert wurden, die Renovierung des Rathausturmes ein Jahr später, der Bau des Rathauses 1893 und fünf Jahre später der Bau des Dampf- und Wannenbades.
In der ersten Hälfte des 20. Jahrhunderts unterstützte die Sparkasse unter anderem den Bau der Städtischen Badeanstalt 1907, das Realgymnasium, das Schubertdenkmal und die Dreifaltigkeitssäule.
Nach dem Zweiten Weltkrieg wurden der Bau des Krankenhauses 1953, die Renovierung der Augustinerkirche 1955, die Anschaffung eines Rettungswagens für das Rote Kreuz bezuschusst und weitere Unterstützungen für das Rote Kreuz, das Heimatmuseum und das Krankenhaus getätigt.
In der jüngeren Vergangenheit gehörten die Renovierung der Augustinerkirche, die Erneuerung von zwei Fenstern in der Stadtpfarrkirche, die Verbesserung des Bauzustandes des Städtischen Museums, die Renovierung des Rathausturms und des Rathaussitzungssaales, die Unterstützung bei der Errichtung und dem Betrieb des Korneuburger Eislaufplatzes, sowie laufendes Sponsoring in den Bereichen Kultur, Sport und Schulen (Kultur: Korneuburger Musiksommer, Langenzersdorfer Kulturzyklus, Sparkassen-Kabarettzyklus, Korneuburger Musiktage usw.) zum geförderten Zweck der Allgemeinheit.
Im Sport unterstützte die Sparkasse Korneuburg durch Vereinssponsoring den ASC-Marathon Sparkasse Korneuburg, die Union Handball Sparkasse Korneuburg, die Union Tischtennis Sparkasse Korneuburg, den Korneuburger Stadtlauf und den Florian Berndl Lauf.
Weiter unterstützt die Sparkasse im sozialen und karitativen Bereich finanzielle die Freiwillige Feuerwehr, das Rote Kreuz, die Volkshilfe, ein Hilfswerk und bedürftige Privatpersonen.